# Jan Weinreich
Jan Weinreich (* 12. März 1997 in Köln) ist ein ehemaliger deutscher American-Football-Spieler auf der Position des Quarterbacks. Seit September 2023 ist er für RTL bei den Übertragungen der National Football League als „Community Host“ tätig.

## Karriere
Weinreich begann 2012 mit dem Footballspielen in der Juniorenmannschaft der Cologne Crocodiles. Mit diesen gewann er 2014 und 2015 die deutsche Juniorenmeisterschaft. Bereits 2014 wurde er in den Kader der deutschen Junioren-Nationalmannschaft berufen und nahm an der Junioren-WM in Kuwait teil, bei der Deutschland den siebten Platz belegte. Zur Junioren-EM war er ebenfalls im Kader und wurde Vize-Europameister.
Nach seinem Schulabschluss wollte Weinreich seine Karriere in den USA fortführen und besuchte dort das Monroe Junior College in New York City. Aufgrund einer Verletzung konnte er allerdings nicht für das Team der Mannschaft, die New Rochelle Mustangs, spielen.
Ab 2017 kehrte Weinreich als Backup zu den Crocodiles zurück, die zu dem Zeitpunkt in der German Football League (GFL) spielten. In jeder Saison erhielt er mehrere Spieleinsätze, bei denen er letztendlich insgesamt 1.551 Yards und 14 Touchdowns erzielte. Noch in der Saison 2019 wechselte Weinreich zu den Schwäbisch Hall Unicorns, bei denen er allerdings in keinem Spiel zum Einsatz kam.
Zur Saison 2020 wechselte Weinreich in die schwedische Footballliga Superserien zu den Stockholm Mean Machines. Dort wurde er in den ersten drei Spielen der regulären Saison eingesetzt. Bereits nach dem ersten Spiel wurde er nur noch abwechselnd mit Quarterback Timothy Morovick eingesetzt, der ab Spiel 4 zum ausschließlichen Starter wurde. Noch vor den Play-offs verließ Weinreich Stockholm.
Nach seinem Besuch in Schweden kehrte in seine Heimatstadt Köln zurück, um bei den Cologne Centurions in der neu gegründeten European League of Football (ELF) zu spielen. Trotz einer nur durchschnittlich erfolgreichen Saison führte Weinreich die Centurions bis in das Halbfinale, wo sie mit 6:36 Frankfurt Galaxy unterlagen. Nach der Saison mit fast 1.700 Yards und 16 erzielten Touchdowns wurde er von der Liga als Man of Honour ausgezeichnet. Auch in der Saison 2022 spielte Weinreich für die Centurions, zwar konnte er mit circa 3.100 Yards und 29 Touchdowns seine Vorjahresleistung fast verdoppeln, jedoch verpassten die Centurions die Play-offs. Anschließend verließ er das Team, um außerhalb vom Football beruflich tätig zu sein.
In der laufenden Saison 2023 wurde Weinreich von der Stuttgart Surge in der ELF für drei Spiele als Ersatz für den verletzten Reilly Hennessey verpflichtet.

### Statistiken
| Jahr                                                            | Team                     | Spiele | Passspiel | Passspiel | Passspiel | Passspiel | Passspiel | Passspiel | Passspiel | Laufspiel | Laufspiel | Laufspiel | Laufspiel |
| Jahr                                                            | Team                     | Spiele | Cmp       | Att       | Qte       | Yds       | Avg       | TD        | Int       | Att       | Yds       | Avg       | TD        |
| --------------------------------------------------------------- | ------------------------ | ------ | --------- | --------- | --------- | --------- | --------- | --------- | --------- | --------- | --------- | --------- | --------- |
| German Football League                                          |                          |        |           |           |           |           |           |           |           |           |           |           |           |
| 2017                                                            | Cologne Crocodiles       | 8      | 48        | 98        | 49,0      | 688       | 14,3      | 5         | 4         | 22        | −107      | −4,9      | 0         |
| 2018                                                            | Cologne Crocodiles       | 15     | 42        | 84        | 50,0      | 588       | 14,0      | 7         | 4         | 14        | 41        | 2,7       | 2         |
| 2019                                                            | Cologne Crocodiles       | 3      | 31        | 65        | 47,7      | 275       | 8,9       | 2         | 4         | 6         | 0         | 0,0       | 0         |
| 2019                                                            | Schwäbisch Hall Unicorns | 0      |           |           |           |           |           |           |           |           |           |           |           |
| GFL Gesamt                                                      | GFL Gesamt               | 26     | 121       | 247       | 48,9      | 1.551     | 12,8      | 14        | 12        | 42        | −66       | −1,8      | 2         |
| Superserien                                                     |                          |        |           |           |           |           |           |           |           |           |           |           |           |
| 2020                                                            | Stockholm Mean Machines  | 5      | 31        | 63        | 49,2      | 406       | 13,1      | 7         | 2         | 16        | 6         | 0,4       | 0         |
| Superserien Gesamt                                              | Superserien Gesamt       | 5      | 31        | 63        | 49,2      | 406       | 13,1      | 7         | 2         | 16        | 6         | 0,4       | 0         |
| European League of Football                                     |                          |        |           |           |           |           |           |           |           |           |           |           |           |
| 2021                                                            | Cologne Centurions       | 9      | 129       | 227       | 56,9      | 1.689     | 13,1      | 16        | 5         | 24        | 42        | 1,8       | 4         |
| 2022                                                            | Cologne Centurions       | 11     | 250       | 445       | 56,2      | 3.128     | 12,5      | 29        | 14        | 26        | 2         | 0,1       | 2         |
| 2023                                                            | Stuttgart Surge          | 3      | 58        | 94        | 61,7      | 621       | 10,7      | 4         | 5         | 11        | 19        | 1,7       | 2         |
| ELF Gesamt                                                      | ELF Gesamt               | 23     | 437       | 766       | 57,1      | 5.438     | 12,4      | 49        | 24        | 61        | 61        | 1,0       | 8         |
| Quellen: stats.gfl.info, superserien.se, sportsmetrics.football |                          |        |           |           |           |           |           |           |           |           |           |           |           |

## Privates
Sein Bruder ist Frederick Weinreich, der ebenfalls American Football spielt. Sowohl bei den Cologne Crocodiles und den Cologne Centurions als auch bei der Junioren-WM 2014 waren beide gemeinsame Teamkameraden.